# Bones (rapper)
Bones (a volte stilizzato come BONES), pseudonimo di Elmo Kennedy O'Connor (Contea di Marin, 11 gennaio 1994), è un rapper, cantante e compositore statunitense.
Artista molto influente nella scena hip-hop underground per via della sua musica sperimentale che spesso fa ricorso a campionamenti provenienti dall'emo, dal metal e dall'indie rock. Bones viene spesso considerato come uno dei pionieri dell'Emo rap. È altresì ricordato per il suo rifiuto e disprezzo verso le etichette discografiche nonostante la sua notevole e crescente popolarità e l'interesse da parte delle stesse etichette verso quest'ultimo.

## Biografia
Elmo Kennedy O'Connor è nato nella Contea di Marin, in California, l'11 gennaio 1994. Sua madre è una disegnatrice di vestiti, mentre il padre è un web-designer. Suo nonno era Robert Culp. La sua famiglia ha vissuto a Muir Beach in California, prima di trasferirsi qualche tempo dopo a New York. Quando O'Connor aveva sette anni, lui e la sua famiglia si trasferirono a Howell in Michigan. Ha inoltre vissuto per due anni in Minnesota quando aveva tredici anni, è qui che ha conosciuto su internet i futuri membri del collettivo Seshollowaterboyz.
All'età di sedici anni, abbandona gli studi e decide di trasferirsi a Los Angeles dove già viveva suo fratello Elliott. Nonostante la prematura decisione a sedici anni di lasciare la casa dei genitori e di trasferirsi, O'Connor ha espresso parole di ammirazione nei loro confronti dicendo:
(Bones, 7 settembre 2017)
Ha inoltre descritto Howell come una città "noiosa" e dove gli abitanti "nascono e muoiono qui" tuttavia non ha mancato di ricordare che in fondo è un posto che considera come la sua casa.

## Carriera

### Primi anni (2010-2014)
O'Connor ha iniziato a produrre e pubblicare musica a partire dal 2010 con lo pseudonimo di Th@ Kid. Dopo essersi trasferito a Los Angeles. riuscii a entrare più facilmente in contatto con altri artisti che aveva conosciuto online alcuni anni prima tra cui Xavier Wulf, Chris Travis e Eddy Baker. Successivamente, nel 2012 decide di cambiare nome in Bones.
Pubblica il suo primo mixtape il 4 luglio 2012 dal nome Bones. In seguito al suo mixtape di debutto, ne pubblicherà ulteriori dodici prima di riuscire ad attirare l'attenzione su di sé grazie al mixtape TeenWitch. Quest'ultimo divenne oggetto di controversie in quanto basato, tematicamente parlando, attorno al Massacro della Columbine High School. Il mixtape successivo a TeenWitch, chiamato Garbage, è stato pubblicato il 9 giugno 2014 e venne recensito da alcuni siti statunitensi specializzati in recensioni musicali tra cui TheNeedleDrop e The Fader. Entrambi espressero giudizi particolarmente positivi su di esso.

### L'affermazione (2015-presente)
O'Connor pubblicò ulteriori mixtape nel corso del 2015. Nel corso dello stesso anno, più precisamente il 4 marzo 2015, riscontrò inoltre il suo primo evento sold out all'House of Blues. Bones ha inoltre affiancato ASAP Rocky durante il brano Canal St., il cui ritornello fu estratto dal brano di successo Dirt pubblicato qualche anno prima da O'Connor. Il featuring divenne il primo brano di Bones ad entrare nella Billboard Hot 100. Tra il 2015 e il 2017 pubblica dieci nuovi mixtape e il 19 gennaio 2018 si esibisce a Londra dando ufficialmente inizio al suo, già pre-annunciato, primo tour europeo dal nome Deadboy Tour. Nel corso del tour si è esibito anche in Germania, Ucraina, Russia e Italia.
Bones è inoltre uno dei quattro membri del già citato collettivo Seshollowaterboyz assieme a Xavier Wulf, Chris Travis e Eddy Baker, con cui spesso si esibisce e collabora. Ha inoltre pubblicato brani assieme al produttore Greaf, con gli pseudonimi di surrenderdorothy e Oregontrail.

### Interesse delle etichette discografiche
Bones e il suo manager nonché fratello, Elliott O'Connor, hanno dichiarato che numerose etichette discografiche hanno mostrato interesse nel far firmare allo stesso artista un contratto discografico ma che, fino ad oggi, quest'ultimo si è puntualmente rifiutato di farlo. In una intervista rilasciata per LA Weekly, secondo O'Connor, il reale interesse di tali etichette nei suoi confronti sia principalmente dovuto al fatto che fossero alla ricerca del loro "rapper bianco", sulla scia di artisti come Mac Miller e Machine Gun Kelly, ma che O'Connor non sia mai stato realmente interessato nel ricoprire questo "ruolo".

## Stili musicali e influenze
Bones ha spesso ribadito che non ritiene di appartenere a un vero e proprio genere. A suo avviso, non crede sia possibile identificarlo in un singolo genere né tantomeno a un sottogenere. Tuttavia, nel corso degli anni è stato accostato, per via delle sonorità presenti nei suoi brani, a sottogeneri quali il cloud rap e l'emo rap di cui, tra l'altro, è considerato uno dei principali pionieri e allo stesso tempo maggiori esponenti. I suoi primi brani, hanno un suono molto più "futuristico" se paragonati ai suoi lavori più recenti che sono incentrati più sull'utilizzo di chitarre acustiche grazie anche al contributo del produttore Greaf, che ha a sua volta influenzato artisti come XXXTentacion e Lil Peep. Il suo timbro vocale è stato spesso accostato a quello presente in molti brani del genere grunge.
Le influenze di Bones sono riconducibili, per sua stessa ammissione, ad artisti come Yung Lean, Bladee, Lil Wayne, Marvin Gaye, Earth, Wind & Fire, Bootsy Collins, Stevie Nicks e Joni Mitchell.
Nel corso della sua carriera musicale, Bones ha sviluppato una fanbase molto ampia (anche al di fuori dei confini statunitensi) che ha sicuramente giocato un ruolo importante nella diffusione e nella conseguente evoluzione dell'hip-hop underground, tanto che lo stesso Bones è stato acclamato come "uno dei più grandi artisti underground".

## Progetti paralleli

### Surrenderdorothy
Assieme al produttore Greaf, Bones, ha collaborato nell'ambito del progetto Surrenderdorothy (un progetto parallelo). I brani pubblicati sotto questo pseudonimo sono caratterizzati da melodie malinconiche accompagnate da parti cantate con tono pacato. Le produzioni sono nella maggior parte dei casi realizzate con l'utilizzo di chitarra acustica e tastiera elettronica. Frequente è anche l'utilizzo di campionamenti vocali che spesso accompagnano il brano di sottofondo.

### Oregontrail
Trattasi di un altro progetto musicale in collaborazione con il produttore Greaf. A differenza di surrenderdorothy, le produzioni pubblicate sotto questo pseudonimo sono caratterizzate da melodie più cupe.

### Ricky a Go Go
Un ulteriore progetto parallelo di Bones in aggiunta ai due già citati. In questo caso, la maggior parte dei brani sono ispirati sia dal punto di vista melodico che artistico agli anni '80.

## Discografia

### Mixtape
come Th@ Kid
come Th@ Kid
- 2010 – Bored of Education
- 2010 – Cousin Eddie
- 2011 – Stifler
- 2011 – Strictly for the Ratz
- 2011 – Dreamcatcher.
- 2011 – Ratboy
- 2011 – The Good Ratz
- 2011 – Knucklehead
- 2011 – Team Sesh
- 2011 – AttaBoy
- 2011 – Stay Golden
- 2011 – RatLyfe
- 2011 – Holy Smokes
- 2011 – ADayAtTheGetty
- 2011 – Midnight: 12 AM
- 2011 – Howell
- 2011 –  Locals Only
- 2012 – YoungDumbFuck
- 2012 – Foolsgold

come Bones
- 2012 – WhiteRapper
- 2012 – TypicalRapShit
- 2012 – BlackNWhite (con Grandmilly)
- 2012 – Bones
- 2012 – 1MillionBlunts
- 2013 – LivingLegend
- 2013 – Saturn
- 2013 – Teenager
- 2013 – ダサい (con Xavier Wulf)
- 2013 – Creep
- 2013 – Scumbag
- 2013 – Cracker
- 2013 – PaidProgramming
- 2013 – UndergroundGods (con Nasty Matt)
- 2014 – DeadBoy
- 2014 – TeenWitch
- 2014 – Garbage
- 2014 – Skinny
- 2014 – Rotten
- 2015 – SongsThatRemindYouOfHome (con Dylan Ross)
- 2015 –  Powder
- 2015 – Banshee
- 2015 –  Frayed
- 2015 – HermitOfEastGrandRiver
- 2016 – Useless
- 2016 – PaidProgramming2
- 2016 – GoodForNothing
- 2016 – SoftwareUpdate1.0
- 2017 – Disgrace
- 2017 – Unrendered
- 2017 – NoRedeemingQualities
- 2017 – Failure
- 2017 – NetworkUnknown
- 2017 – Carcass (Скелет)
- 2018 – LivingSucks
- 2018 - TheManInTheRadiator
- 2018 - SparrowsCreek (con Eddy Baker)
- 2019 - UnderTheWillowTree
- 2019 - KickingTheBucket
- 2019 - IFeelLikeDirt
- 2020 - Offline
- 2020 - Brace(con Xavier Wulf)
- 2020 - DamagedGoods(con drew the architect)
- 2020 - Remains(con Lyson)
- 2020 - FromBeyondTheGrave
- 2021 - Burden
- 2021 - PushingUpDaisies (con Deergod)
- 2021 - InLovingMemory
- 2021 - ForbiddenImage (con cat soup)
- 2021 - Scraps (con Lyson)
- 2022 - Withered (con grayera)
- 2022 - AmericanSweetheart
- 2022 - DreamCard (con ghost/\/ghoul)
- 2022 - 2MillionBlunts
- 2023 - TheWitch&TheWizard (con GREAF)
- 2023 - JonesPeak (con Eddy Baker)
- 2023 - BasketCase
- 2024 - Champion
- 2024 - .Zip

come surrenderdorothy
- 2014 – wenenveraskedforthis
- 2014 – nobodywantsme
- 2014 – itstheleastwecando
- 2015 – itsthethoughtthatcounts
- 2018 – breathingexercise
- 2019 - justwhatthedoctorordered
- 2019 - julyrent
- 2023 - thishouseisnotahome
- 2025 - thankyouhero

### EP
- 2013 – Caves (con Xavier Wulf)
- 2014 – SeaBeds (con Chris Travis)
- 2015 – SoThereWeStood
- 2015 – YouShouldHaveSeenYourFace
- 2015 – HateToBreakItToYou (con Drip-133)
- 2015 – Frayed
- 2016 – Slán
- 2018 – Augmented (con Cat Soup)
- 2018 – PermanentFrown (con Curtis Heron)

### Compilation
come TeamSesh
- 2013 – Vol. 1
- 2016 – You Are All To Blame

### Singoli
come Bones
- 2014 – IGotABMXBikeButImNotVeryGood (featuring Xavier Wulf)
- 2014 – WeDontBelieveYou (featuring Xavier Wulf & Chris Travis)
- 2015 – Sv_Lan0 feat Drip-133
- 2015 – Blur
- 2016 – LongTimeNoSee
- 2016 – TheDayYouLeaveThisPlanetNobodyWillNotice
- 2016 – SteveWilkosThrowsChair.mp4
- 2017 – WhatAShame
- 2017 – GotItBadderThanUsher
- 2017 – RickysDustyOldCassette
- 2017 – MyMindIsTheLastPlaceIWannaBe
- 2017 – NightmareGalore (featuring Eddy Baker)
- 2017 – HoldOnForDearLife
- 2017 – TheVoicesOutsideAreGettingLouder
- 2018 – OhNo!
- 2018 – RigorMortis
- 2018 – CrashLanding (featuring Xavier Wulf)
- 2020 - It'sAWonderfulLife

come surrenderdorothy
- 2015 – illgettothebottomofthis
- 2015 – suddenlyeverywordmadesense
- 2016 – sittinginthecar
- 2016 – noplacelikehome
- 2016 – sometimes,idontunderstand
- 2017 – whatgreateyesyouhave
- 2017 – funnyhowthatworks
- 2018 – dropeverything

come Oregontrail
- 2015 – Goodbye for Now
- 2015 – If All Else Fail
- 2015 – We Have Been Keeping Quite Busy
- 2016 – I Admit, It Has Not Been Easy
- 2017 – Till the Whites of My Eyes Dry Out
- 2017 – We Fought the Good Fight
- 2017 – Ford the River

come Ricky a Go Go
- 2016 – Every Night
- 2016 – The Whisper Of Sweet Nothings
- 2016 – You Are My Everything
- 2016 – On the Run
- 2017 – Stranger